# Paule Desjardins
Paule Desjardins je francuska pjevačica.
Godine 1957. ide u Frankfurt na Majni gdje predstavlja Francusku na Pesmi Evrovizije 1957. godine održanoj 3. marta. Francusku je predstavljala sa pesmom "La belle amour". Na kraju je završila na drugom mjestu od 10 pjesama sa 17 osvojenih bodova.